# Unione Sportiva Castelnuovo Garfagnana 2005-2006
Questa voce raccoglie le informazioni riguardanti l'Unione Sportiva Castelnuovo Garfagnana nelle competizioni ufficiali della stagione 2005-2006.

## Rosa
| N. |                   | Ruolo | Calciatore       |
| -- | ----------------- | ----- | ---------------- |
|    | Italia (bandiera) | C     | Stefano Angelini |
|    | Italia (bandiera) | A     | Damiano Biggi    |
|    | Italia (bandiera) | C     | Antonio Brizzi   |
|    | Italia (bandiera) | P     | Gianni Careri    |
|    | Italia (bandiera) | D     | Andrea Cipolli   |
|    | Italia (bandiera) | P     | Ivan Dazzi       |
|    | Italia (bandiera) | D     | Manuele Del Nero |
|    | Italia (bandiera) | C     | Andrea Doardo    |
|    | Italia (bandiera) | D     | Pacifico Fanani  |
|    | Italia (bandiera) | C     | Valerio Fommei   |
|    | Italia (bandiera) | A     | Alessio Frati    |
|    | Italia (bandiera) | A     | Alessio Germani  |
|    | Italia (bandiera) | C     | Luigi Grassi     |

| N. |                   | Ruolo | Calciatore         |
| -- | ----------------- | ----- | ------------------ |
|    | Italia (bandiera) | C     | Simone Guerri      |
|    | Italia (bandiera) | C     | Simon Laner        |
|    | Italia (bandiera) | C     | Dario Lenzini      |
|    | Italia (bandiera) | D     | Massimo Macelloni  |
|    | Italia (bandiera) | A     | Luca Magnani       |
|    | Italia (bandiera) | A     | Denis Mair         |
|    | Italia (bandiera) | A     | Edoardo Micchi     |
|    | Italia (bandiera) | D     | Giacomo Nincheri   |
|    | Italia (bandiera) | C     | Christian Pennucci |
|    | Italia (bandiera) | D     | Adriano Rossini    |
|    | Italia (bandiera) | C     | Luca Ruglioni      |
|    | Italia (bandiera) | C     | Alessio Sireno     |
|    | Italia (bandiera) | C     | Simone Tolaini     |